# コミ・ジリエーン人
コミ・ジリエーン人（コミ・ジリエーンじん、ロシア語: Ко́ми-пермяки́、コミ語: коми-зыря́не、英語: Komi-Zyrian）とは、ウラル語族フィン・ウゴル系民族コミ人の一派、あるいは狭義のコミ人のことを指す。

## 概要
コミ・ジリエーン人はコミ人の一派で、大半がロシア連邦コミ共和国に居住している。狭義の「コミ語」であるコミ・ジリエーン語を話す。
ジリエーン（ジュリエーン、Zyryan）は古いロシア語名から由来する。コミ・モルト、コミ・ヴォイトゥル、ズイリャン等の別名がある。紀元後500年ごろに、コミ・ペルミャク人とコミ・ジリエーン人が分化したとされている。